# Ecclesia de Eucharistia
L'Ecclesia de Eucharistia (pronuncia: "Ecclèsia de eucarìstia") è un'enciclica pubblicata dal papa Giovanni Paolo II il 17 aprile 2003, l'ultima del suo pontificato.

Tratta dell'eucaristia e del fatto che dall'eucaristia stessa si forma la Chiesa.

## Contenuto
- Introduzione
- Capitolo I - Mistero della fede
- Capitolo II - L'eucaristia edifica la chiesa
- Capitolo III - L'apostolicità dell'eucaristia e della Chiesa
- Capitolo IV - L'eucaristia e la comunione ecclesiale
- Capitolo V - Il decoro della celebrazione eucaristica
- Capitolo VI - Alla scuola di Maria, donna "eucaristica"
- Conclusione